# 3802 Dornburg
3802 Dornburg este un asteroid din centura principală, descoperit pe 7 august 1986 de Freimut Börngen.